# Хонда (команда Формулы-1, 2006—2008)
Honda Racing F1 Team — японская автогоночная команда, вернувшаяся в автогонки серии Формула-1, полностью выкупив команду B.A.R.. 5 декабря 2008 было объявлено, что концерн Honda выставляет команду на продажу, и Honda покидает чемпионат как производитель двигателей и как конструктор болидов.

## История

### Происхождение
В 1960-е в чемпионате принимала участие одноимённая команда, которая, однако, не имеет никакого отношения к данной команде Honda и её коллективу. Команда, появившаяся в 2006 году была создана на базе команды BAR, которая, в свою очередь, является преемницей чемпионской команды Tyrrell.

### 1999

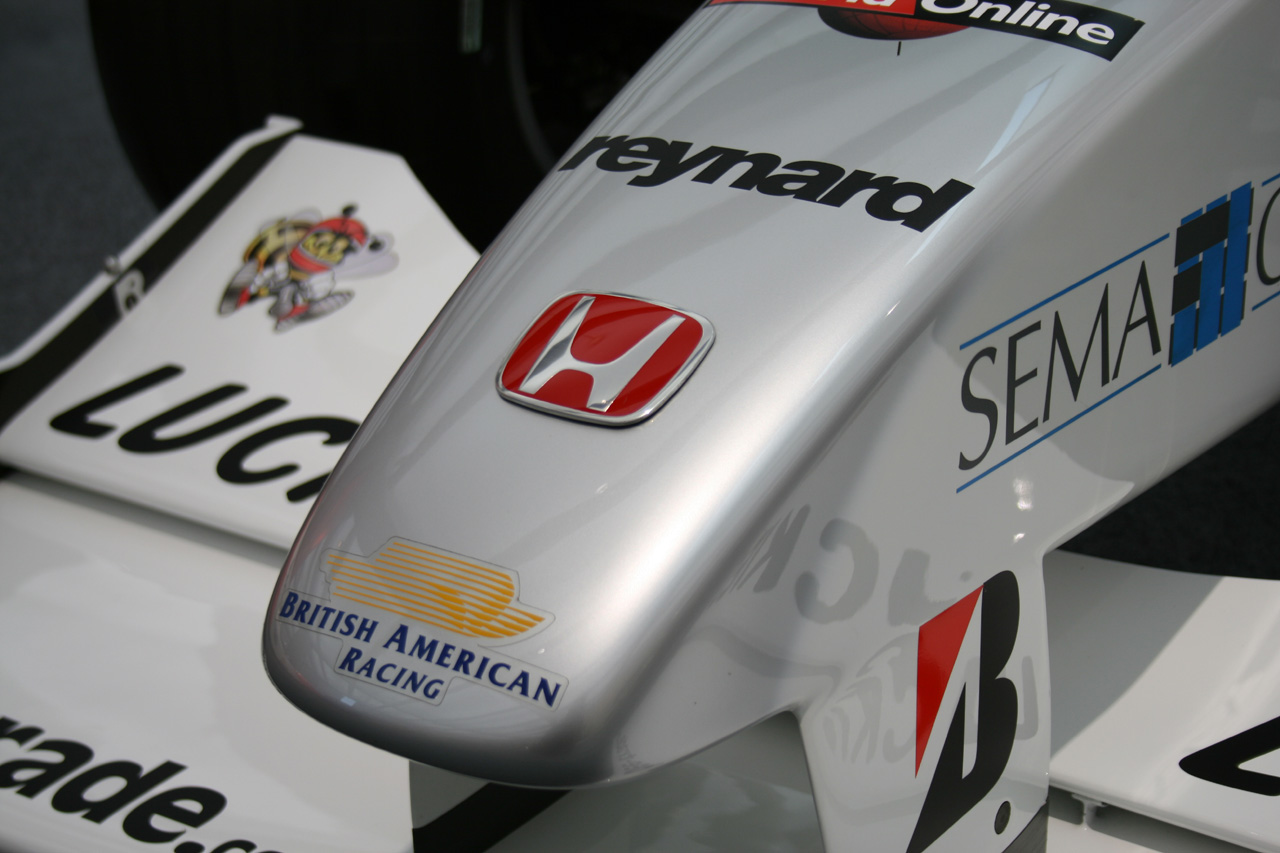
Отказавшись от создания собственной команды, Honda подписала долгосрочный контракт с BAR. На фото BAR 002, 2000 год

Первоначально возвращение в Формулу-1 Honda в качестве заводской команды было намечено на 2000 год. После того, как команда Tyrrell прекратила выступления и была переименована в British American Racing (BAR), Honda переманила главного конструктора британской команды Харви Постлтуэйта. Его задачей было организация с нуля технической группы для обеспечения успешного возвращения японской команды в гонки Формулы-1. За короткий срок было создано гоночное подразделение Honda Racing & Developments (HRD). Первый болид Honda был создан на основе Dallara, в качестве двигателя использовались Mugen Honda образца 1998 года. Прототип Honda впервые был испытан на трассе в Мюджелло, за рулем находился Йос Ферстаппен. В программу испытаний входили также тесты в Хересе и Барселоне в течение года. В целом, болид Honda/Dallara показывал результаты на уровне BAR, Benetton и Stewart. Одновременно с испытаниями Honda/Dallara Харви Постлтуэйт разрабатывал оригинальное шасси Honda. Планировалось сравнительное испытание двух шасси — HRD и Dallara — с тем, чтобы решить, на основе какого из них проектировать шасси Honda 2000 года. 11 апреля 1999 года на тестах в Барселоне у Харви случился сердечный приступ. Прибывшие врачи не успели оказать конструктору помощь и констатировали смерть. Неожиданная смерть главного конструктора сказалась на проекте: Honda отказалась от практически реализованного проекта создания собственной команды в Формуле-1. Вместо этого японская компания подписала долгосрочный контракт с BAR. Помимо поставок двигателей соглашение предусматривало также техническое сотрудничество. Группа HRD, состоявшая в основном из бывших сотрудников Tyrrell, была подчинена BAR.

### 2006—2008

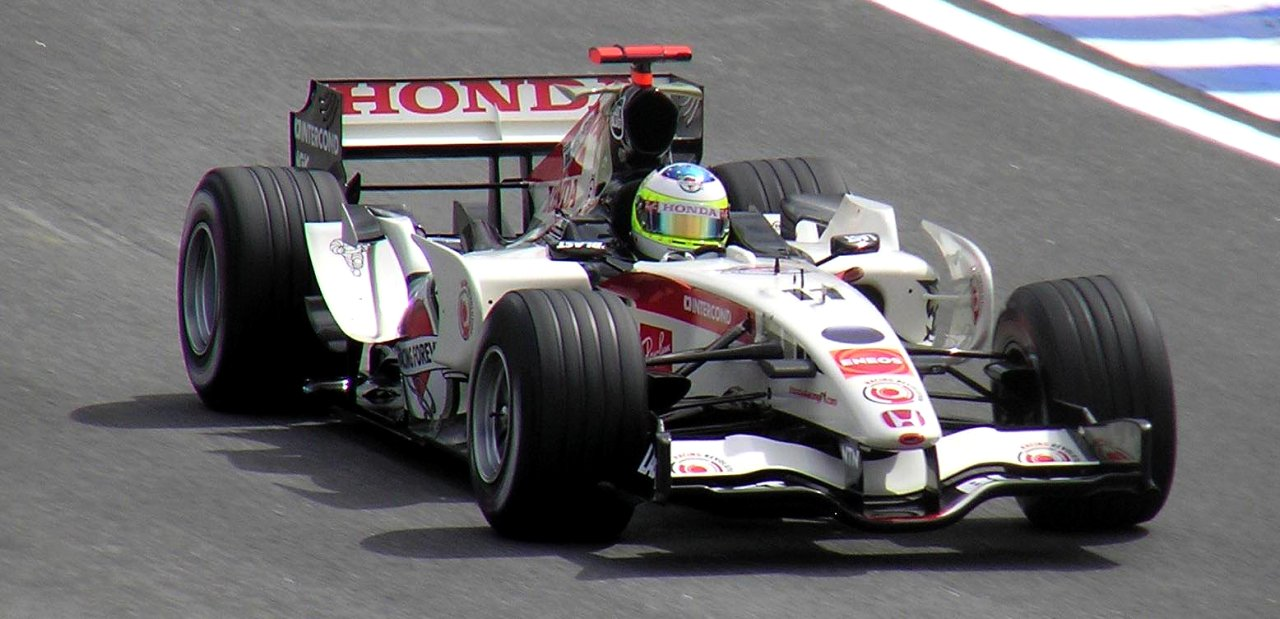
Рубенс Баррикелло на Гран-при Бразилии 2006 года.

Достигнув успеха в чемпионате в качестве поставщика двигателей для команд Williams и McLaren в 80-х и 90-х годах, Honda вернулась, полностью выкупив команду BAR. Команда поставила конкретную задачу — выиграть гонку, и в Венгрии это удалось — выжав максимум из ситуации, Дженсон Баттон заработал первую победу для себя и для команды. Весной у британца было преимущество перед Баррикелло, так как он давно работал с командой, хорошо знал машину. В середине сезона бразилец прибавил, но всё же заработал почти вдвое меньше очков (Баттон — 6 м, 56 оч.; Баррикелло — 7 м, 30 оч.).
Также Honda запустила гоночный проект Агури Судзуки, бывшего пилота Формулы-1 в 80-90-х годах, создав команду-дубль Honda — Super Aguri F1.

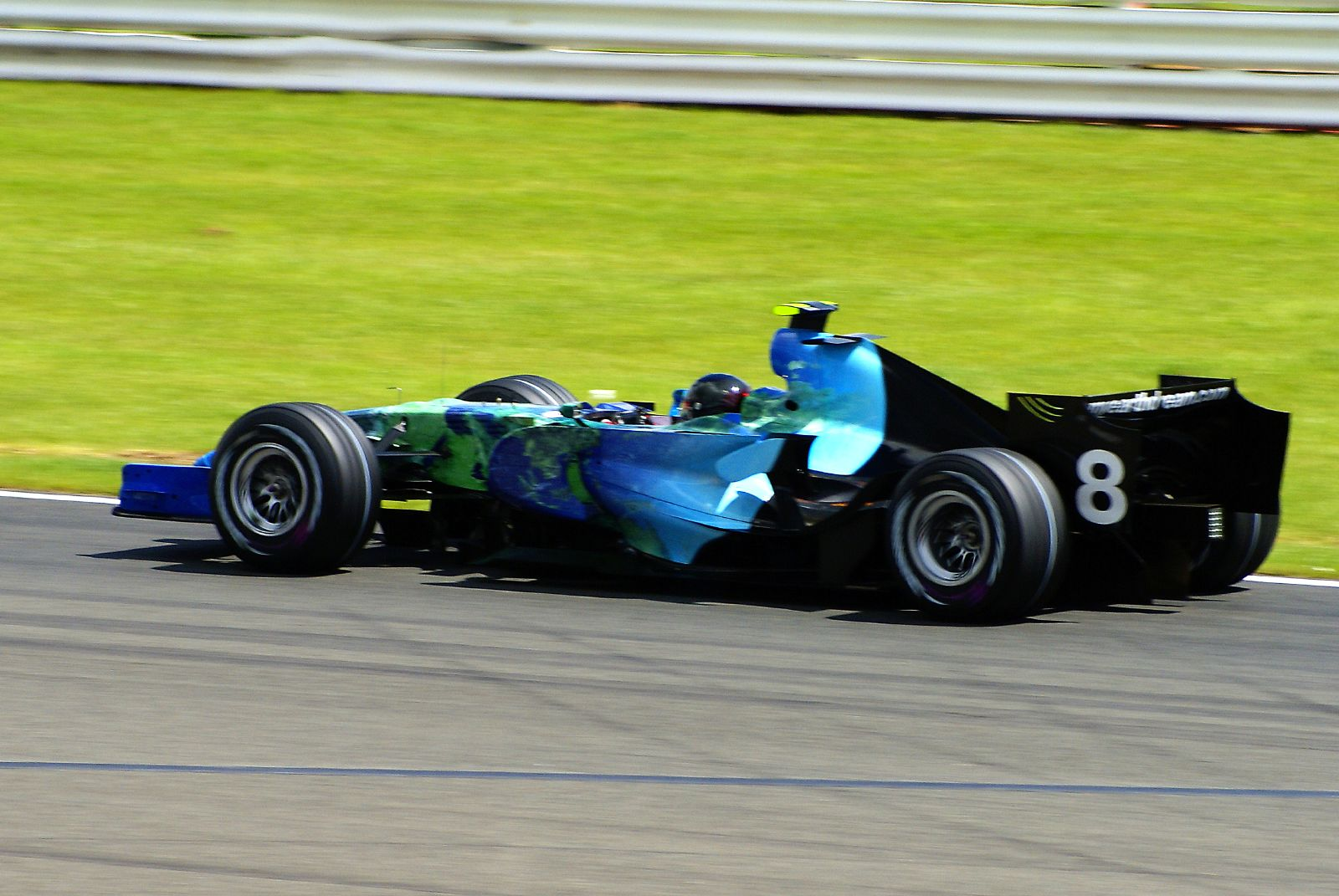
Рубенс Баррикелло на Гран-при Великобритании 2007 года.

Сезон 2007 года для команды Хонда выдался провальным, в первых 12-ти Гран-при им удалось заработать лишь одно очко. Среди возможных причин неудач — переход с Michelin на Bridgestone. Команда Super Aguri выступала порой даже лучше самой Honda.
Сезон 2008 года для команды Honda выдался ещё более провальным, чем предыдущий: она закончила его на предпоследнем месте. После окончания сезона в связи с финансовым кризисом Honda рассталась с Формулой-1.

### Продажа команды
6 марта 2009 года было официально объявлено о покупке команды Россом Брауном. Команда получила название Brawn GP Formula One Team и в первый же и единственный год своего существования под новым именем добилась феноменального успеха, выиграв кубок конструкторов, а её пилот Дженсон Баттон стал чемпионом мира.

### Состав команды на момент её последнего ухода
- 1-й пилот — Дженсон Баттон
- 2-й пилот — Рубенс Баррикелло
- 3-й пилот — Алекс Вурц
- Исполнительный директор — Ник Фрай, Росс Браун
- Технический директор — Шухеи Накамото
- Спортивный директор — Жиль де Ферран
- Главный инженер (гонка) — Крэг Вилсон
- Главный инженер (шасси) — Марк Эллис
- Старший гоночный инженер Рубенса Баррикелло — Джок Клиа
- Старший гоночный инженер Дженсона Баттона — Эндрю Шовлин

### Поставщик двигателей

#### 1983—1992

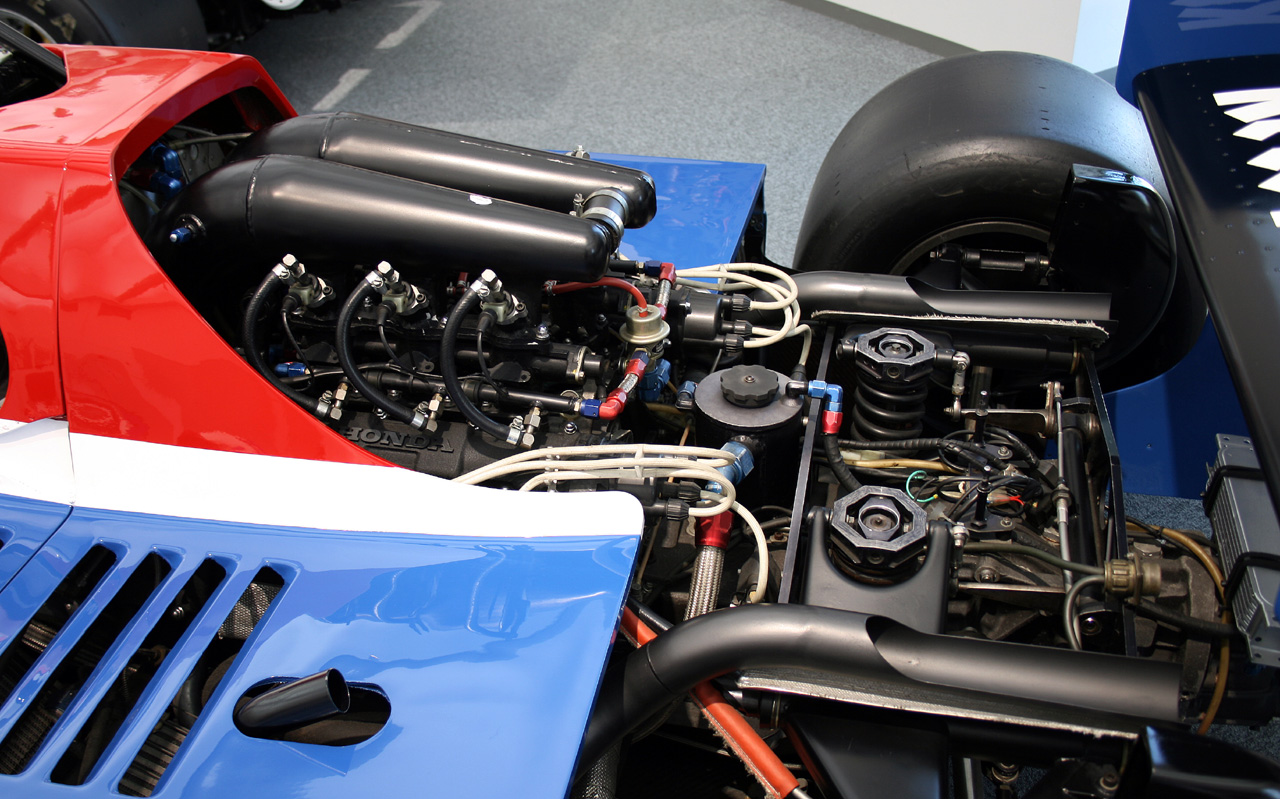
Honda вернулась в 1983 в качестве поставщика двигателей команде Spirit. На фото мотор Honda RA163E V6T/шасси Spirit 201C

Honda вернулась в Формулу-1 в 1983 году в качестве поставщика турбодвигателей. Полуторалитровый турбодвигатель Honda RA163E V6T дебютировал на Гран-при Великобритании 1983 года, будучи установленным на автомобиле Spirit 201С. За рулем находился шведский гонщик Стефан Йоханссон. Считается, что договоренность на поставку двигателей была временная; Honda использовала команду Spirit для сбора данных с прицелом на сезон 1984 года. Уже начиная с Гран-при ЮАР (заключительный Гран-при сезона 1983 года) Honda стала сотрудничать исключительно с Williams.
| Год  | Двигатель      | Команда                         | Победы | Поул-позиции | Быстрые круги | Подиумы | Очки | Год  |
| ---- | -------------- | ------------------------------- | ------ | ------------ | ------------- | ------- | ---- | ---- |
| 1983 | RA163E 1,5 V6T | Spirit Racing                   | 0      | 0            | 0             | 0       | 0    | 1983 |
| 1983 | RA163E 1,5 V6T | TAG Williams Racing Team        | 0      | 0            | 0             | 0       | 2    | 1983 |
| 1984 | RA163E 1,5 V6T | Williams Grand Prix Engineering | 1      | 0            | 0             | 2       | 25,5 | 1984 |
| 1984 | RA164E 1,5 V6T | Williams Grand Prix Engineering | 0      | 0            | 0             | 0       | 0    | 1984 |
| 1985 | RA164E 1,5 V6T | Canon Williams Honda Team       | 0      | 0            | 0             | 0       | 4    | 1985 |
| 1985 | RA165E 1,5 V6T | Canon Williams Honda Team       | 4      | 3            | 4             | 8       | 67   | 1985 |
| 1986 | RA166E 1,5 V6T | Canon Williams Honda Team       | 9      | 4            | 11            | 19      | 141  | 1986 |
| 1987 | RA167E 1,5 V6T | Canon Williams Honda Team       | 9      | 12           | 7             | 18      | 137  | 1987 |
| 1987 | RA167E 1,5 V6T | Camel Team Lotus Honda          | 2      | 1            | 3             | 8       | 64   | 1987 |
| 1988 | RA168E 1,5 V6T | Camel Team Lotus Honda          | 0      | 0            | 0             | 3       | 23   | 1988 |
| 1988 | RA168E 1,5 V6T | Honda Marlboro McLaren          | 15     | 15           | 10            | 25      | 199  | 1988 |
| 1989 | RA109E 3,5 V10 | Honda Marlboro McLaren          | 10     | 15           | 8             | 18      | 141  | 1989 |
| 1990 | RA100E 3,5 V10 | Honda Marlboro McLaren          | 6      | 12           | 5             | 18      | 121  | 1990 |
| 1991 | RA121E 3,5 V12 | Honda Marlboro McLaren          | 8      | 10           | 4             | 18      | 139  | 1991 |
| 1991 | RA101E 3,5 V10 | Braun Tyrrell Honda             | 0      | 0            | 0             | 1       | 12   | 1991 |
| 1992 | RA121E 3,5 V12 | Honda Marlboro McLaren          | 5      | 1            | 3             | 12      | 99   | 1992 |

#### 2000—2005
В 2000 году Honda решила сосредоточиться лишь на поставках двигателей, также помогая BAR с развитием машины. Чуть позже, в 2001-2002 гг. японцы поставляли двигатели команде Jordan, однако прекратили свои поставки в 2003 году, решив полностью переключиться на BAR. Благодаря успехам последних в сезоне 2004 года (команда завершила его второй вслед за неудержимой Ferrari) Honda решает выкупить часть акций BAR.

## Результаты выступлений
| Легенда к таблице |                                                                    |
| --- | ------------------------------------------------------------------ |
| В таблице перечислены результаты всех Гран-при Формулы-1, в которых принимала участие команда. Строками таблицы являются сезоны, столбцами — этапы чемпионата мира. В каждой клетке указаны сокращённое название этапа и результаты гонщиков команды, дополнительно обозначенные цветом. Расшифровка обозначений и цветов представлена в нижеследующей таблице. |                                                                    |
| \| Пример \| Описание \| \| ------------ \| ------------------------------------------------------------------ \| \| 1 \| Победитель \| \| 2 \| Второе место \| \| 3 \| Третье место \| \| 5 \| Финишировал, заработав очки \| \| Сход \| Не финишировал, но при этом заработал очки \| \| 12 \| Финишировал, не получив очков \| \| НКЛ \| Финишировал, но не попал в финальную классификацию \| \| 15 \| Участвовал вне зачёта, либо по отдельной классификации \| \| 18 \| Не финишировал, но попал в финальную классификацию \| \| Сход \| Не финишировал \| \| НКВ \| Не прошёл квалификацию \| \| НПКВ \| Не прошёл предквалификацию \| \| ДСК \| Дисквалифицирован \| \| ИСК \| Исключён из протокола соревнований \| \| ТТ \| Заявлен для участия только в тренировках \| \| НС \| Участвовал в квалификации, но не стартовал в гонке \| \| Т \| Травмирован или болен \| \| ОТК \| Отказ от участия \| \| НТР \| Прибыл на соревнования, но на трассу не выезжал \| \| НПР \| Был заявлен в числе участников, но не прибыл к началу соревнований \| \| О \| Соревнования отменены \| \| \| Не участвовал \| \| Поул-позиция \| \| \| Быстрый круг \| \| |                                                                    |
| Пример | Описание                                                           |
| 1 | Победитель                                                         |
| 2 | Второе место                                                       |
| 3 | Третье место                                                       |
| 5 | Финишировал, заработав очки                                        |
| Сход | Не финишировал, но при этом заработал очки                         |
| 12 | Финишировал, не получив очков                                      |
| НКЛ | Финишировал, но не попал в финальную классификацию                 |
| 15 | Участвовал вне зачёта, либо по отдельной классификации             |
| 18 | Не финишировал, но попал в финальную классификацию                 |
| Сход | Не финишировал                                                     |
| НКВ | Не прошёл квалификацию                                             |
| НПКВ | Не прошёл предквалификацию                                         |
| ДСК | Дисквалифицирован                                                  |
| ИСК | Исключён из протокола соревнований                                 |
| ТТ | Заявлен для участия только в тренировках                           |
| НС | Участвовал в квалификации, но не стартовал в гонке                 |
| Т | Травмирован или болен                                              |
| ОТК | Отказ от участия                                                   |
| НТР | Прибыл на соревнования, но на трассу не выезжал                    |
| НПР | Был заявлен в числе участников, но не прибыл к началу соревнований |
| О | Соревнования отменены                                              |
| | Не участвовал                                                      |
| Поул-позиция |                                                                    |
| Быстрый круг |                                                                    |

| Сезон | Шасси | Двигатель           | Ш | Гонщики           | 1    | 2   | 3    | 4    | 5    | 6    | 7    | 8    | 9    | 10   | 11   | 12   | 13   | 14   | 15   | 16  | 17   | 18  | Место | Очки |
| ----- | ----- | ------------------- | - | ----------------- | ---- | --- | ---- | ---- | ---- | ---- | ---- | ---- | ---- | ---- | ---- | ---- | ---- | ---- | ---- | --- | ---- | --- | ----- | ---- |
| 2006  | RA106 | Honda RA806E 2.4 V8 | M |                   | БАХ  | МАЛ | АВС  | САН  | ЕВР  | ИСП  | МОН  | ВЕЛ  | КАН  | США  | ФРА  | ГЕР  | ВЕН  | ТУР  | ИТА  | КИТ | ЯПО  | БРА | 4     | 86   |
| 2006  | RA106 | Honda RA806E 2.4 V8 | M | Рубенс Баррикелло | 15   | 10  | 7    | 10   | 5    | 7    | 4    | 10   | Сход | 6    | Сход | Сход | 4    | 8    | 6    | 6   | 12   | 7   | 4     | 86   |
| 2006  | RA106 | Honda RA806E 2.4 V8 | M | Дженсон Баттон    | 4    | 3   | 10   | 7    | Сход | 6    | 11   | Сход | 9    | Сход | Сход | 4    | 1    | 4    | 5    | 4   | 4    | 3   | 4     | 86   |
| 2007  | RA107 | Honda RA807E 2.4 V8 | B |                   | АВС  | МАЛ | БАХ  | ИСП  | МОН  | КАН  | США  | ФРА  | ВЕЛ  | ЕВР  | ВЕН  | ТУР  | ИТА  | БЕЛ  | ЯПО  | КИТ | БРА  |     | 8     | 6    |
| 2007  | RA107 | Honda RA807E 2.4 V8 | B | Дженсон Баттон    | 15   | 12  | Сход | 12   | 11   | Сход | 12   | 8    | 10   | Сход | Сход | 13   | 8    | Сход | 11   | 5   | Сход |     | 8     | 6    |
| 2007  | RA107 | Honda RA807E 2.4 V8 | B | Рубенс Баррикелло | 11   | 11  | 13   | 10   | 10   | 12   | Сход | 11   | 9    | 11   | 18   | 17   | 10   | 13   | 10   | 13  | Сход |     | 8     | 6    |
| 2008  | RA108 | Honda RA808E 2.4 V8 | B |                   | АВС  | МАЛ | БАХ  | ИСП  | ТУР  | МОН  | КАН  | ФРА  | ВЕЛ  | ГЕР  | ВЕН  | ЕВР  | БЕЛ  | ИТА  | СИН  | ЯПО | КИТ  | БРА | 9     | 14   |
| 2008  | RA108 | Honda RA808E 2.4 V8 | B | Дженсон Баттон    | Сход | 10  | Сход | 6    | 11   | 11   | 11   | Сход | Сход | 17   | 12   | 13   | 15   | 15   | 9    | 14  | 16   | 13  | 9     | 14   |
| 2008  | RA108 | Honda RA808E 2.4 V8 | B | Рубенс Баррикелло | ДСК  | 13  | 11   | Сход | 14   | 6    | 7    | 14   | 3    | Сход | 16   | 16   | Сход | 17   | Сход | 13  | 11   | 15  | 9     | 14   |